# Заманов, Абдуфатто Ташпулатович
Абдуфатто́ Ташпула́тович Зама́нов (род. 7 апреля 1973, посёлок Ленинский, район Рудаки, Таджикская ССР, СССР) — российский серийный и массовый убийца и педофил таджикского происхождения. В период с июня 2002 по ноябрь 2004 года в Красноярском крае на почве личных неприязненных отношений совершил 14 убийств (9 мужчин и 5 женщин), а также изнасиловал 2 девочек 12 и 16 лет.

## Биография

### Жизнь до убийств
Абдуфатто Заманов родился 7 апреля 1973 года в посёлке Ленинском (Таджикская ССР). С сентября 1993 года проживал в Красноярске. Был женат, воспитывал сына.

### Убийства
Заманов совершал убийства на дачных участках, в скверах, возле кафе и дорог. В качестве орудия убийства использовал любые подручные предметы — кочергу, палку, одежду жертв. Преступления никогда не были спланированы заранее и начинались ситуационно, когда убийце начинало казаться, что над ним смеются или его обижают (особенно женщины). Мотив Заманова достаточно редкий — обидчивость, злоба, а также сильная и внезапно возникшая иррациональная ненависть к потерпевшим. Изнасилование выступало лишь дополнительным мотивом и не всегда имело место.
Первое убийство было совершено им на кладбище села Талое в июне 2002 года, жертвой стал приятель Заманова.
В январе 2004 года в Уяре Заманов совершил двойное убийство; жертвами стали мать и дочь Володькины. Через 2 недели он избил до смерти мужчину возле кафе, а вечером того же дня совершил 2 убийства — своей землячки из Таджикистана (на пустыре возле того же кафе) и глухонемой пенсионерки Анастасии Воробьёвой (жительницы садового товарищества «Хутор»).
19 ноября 2004 года Заманов совершил массовое убийство 5 женщин, проживавших в двух домах дачного посёлка Росинка; все жертвы были забиты до смерти с помощью подручных предметов (кочерга, полено, шампур). После этого убийца скрылся, забрав ценные вещи и золотые украшения. Свидетели смогли описать человека азиатской внешности, и милиция получила возможность составить его полный фоторобот, указав важные приметы.

### Арест, следствие и суд
Убийцу подвела собственная болтливость — он рассказал об убийствах своей сожительнице, которая заявила в правоохранительные органы. 9 декабря 2004 года Абдуфатто Заманова арестовали в дачном домике посёлка Берёзовка, при задержании он пытался оказать сопротивление.
Заманов не раскаялся в своих преступлениях даже на суде, продолжая утверждать, что его в каждом случае спровоцировали. Следствие также установило, что Заманов, проживая в Берёзовском районе, в течение некоторого времени вступал в половые отношения со своими 2 несовершеннолётними сёстрами.
В 2006 году Абдуфатто Заманов был приговорён к 25 годам лишения свободы. Однако родственники погибших и краевая прокуратура обжаловали это решение, и в 2008 году он был приговорён судом к пожизненному лишению свободы в колонии особого режима. Все инстанции оставили приговор без изменения.
Отправлен отбывать наказание в колонию «Полярная сова» в Ямало-Ненецком автономном округе.

## В массовой культуре
- Документальный фильм «Дикарь» из цикла «Криминальные хроники» (2012)